# Sojuz TM-22
La Sojuz TM-22 è stata la 23ª missione diretta verso la stazione spaziale Mir.

## Equipaggio
| Ruolo               | Equipaggio                                   | Equipaggio                                   |
| ------------------- | -------------------------------------------- | -------------------------------------------- |
| Comandante          | Jurij Gidzenko, Roscosmos Mir 20 Primo volo  | Jurij Gidzenko, Roscosmos Mir 20 Primo volo  |
| Ingegnere di volo 1 | Sergej Avdeev, Roscosmos Mir 20 Secondo volo | Sergej Avdeev, Roscosmos Mir 20 Secondo volo |
| Ingegnere di volo 2 | Thomas Reiter, ESA Mir 20 Primo volo         | Thomas Reiter, ESA Mir 20 Primo volo         |

### Equipaggio di riserva
| Ruolo               | Equipaggio                  | Equipaggio                  |
| ------------------- | --------------------------- | --------------------------- |
| Comandante          | Gennadij Manakov, Roscosmos | Gennadij Manakov, Roscosmos |
| Ingegnere di volo 1 | Pavel Vinogradov, Roscosmos | Pavel Vinogradov, Roscosmos |
| Ingegnere di volo 2 | Christer Fuglesang, ESA     | Christer Fuglesang, ESA     |

## Parametri della missione
- Massa: 7.150 kg
- Perigeo: 339 km
- Apogeo: 340 km
- Inclinazione: 51,6°
- Periodo: 1 ora, 32 minuti e 6 secondi